# Roger Cericius

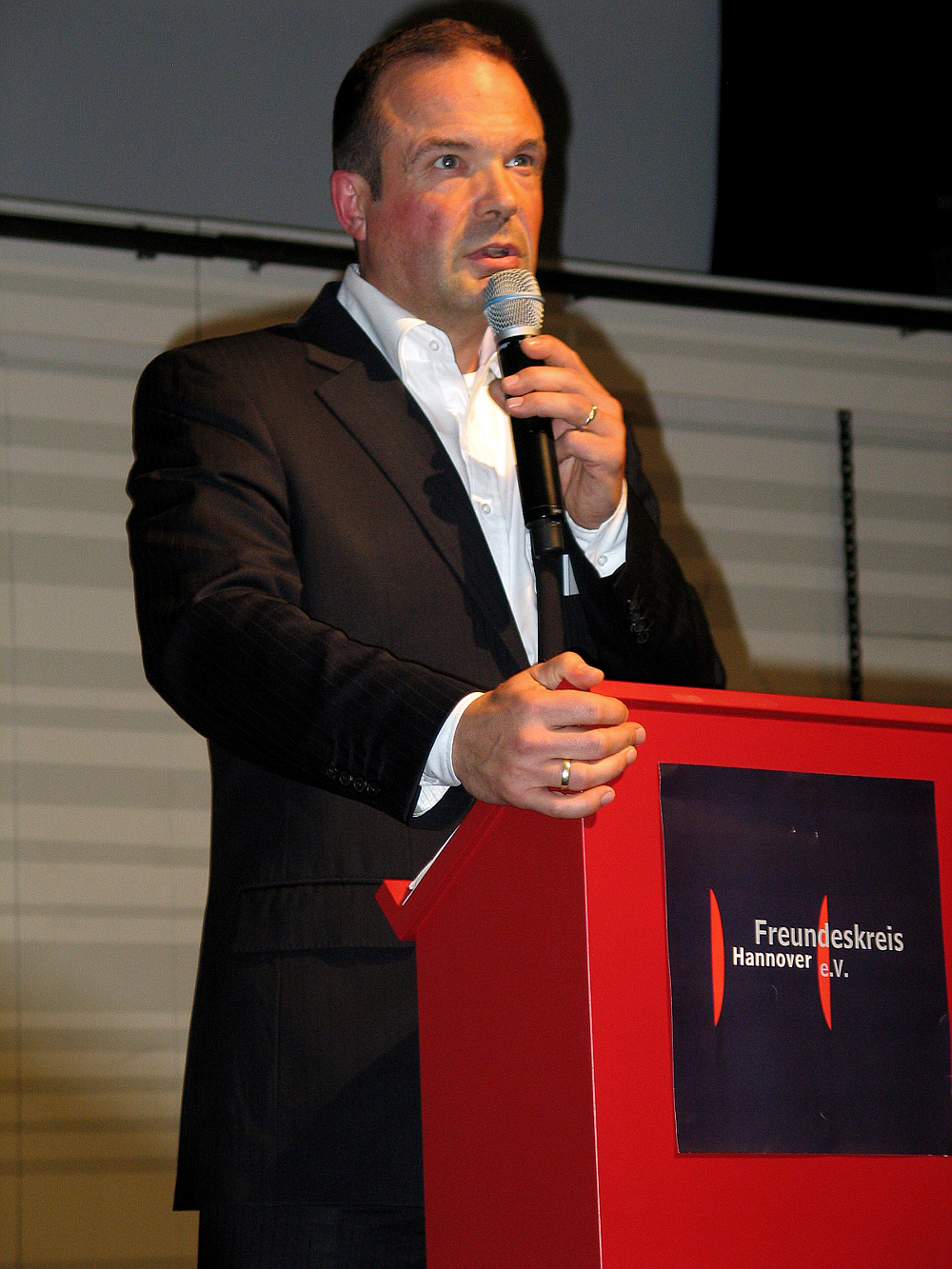
Roger Cericius als Erster Vorsitzender des Bürgervereins Freundeskreis Hannover bei der Verleihung des Stadtkulturpreises 2012

Roger Cericius (* 1. September 1970 in Hannover) ist ein deutscher ehemaliger Sänger, Journalist und Moderator sowie Veranstalter von Kultur- und Chormusikprojekten und Geschäftsführer der Innovations- und Denkfabrik Futur X.

## Leben
Roger Cericius war in seiner Jugend Mitglied im Knabenchor Hannover. Als Solist und Knabensopran fand er internationale Aufmerksamkeit zum Beispiel mit der Aufführung von Johann Sebastian Bachs Kirchenkantate Du Friedefürst, Herr Jesu Christ unter dem Dirigenten Gustav Leonhardt; die Aufnahme entstand aus der Zusammenarbeit Leonhardts mit dem Dirigenten Nikolaus Harnoncourt und fand unter anderem in einer Kompilation der Teldec Schallplatten GmbH aus dem Zeitraum 1971 bis 1987 Verbreitung unter dem Obertitel „Boy Soprano / Voices of Angels“.
Cericius konzertierte beispielsweise mit Paul Hillier und dem Hilliard Ensemble. Ähnlich wie Sebastian Hennig trat auch Cericius unter anderem im Opernhaus Hannover auf in dem Knaben-Terzett von Mozarts Oper Die Zauberflöte.
Roger Cericius war eines der Gründungsmitglieder der Hannover Harmonists.
Nach seinem Schulabschluss studierte Roger Cericius das Fach Sozialwissenschaften.

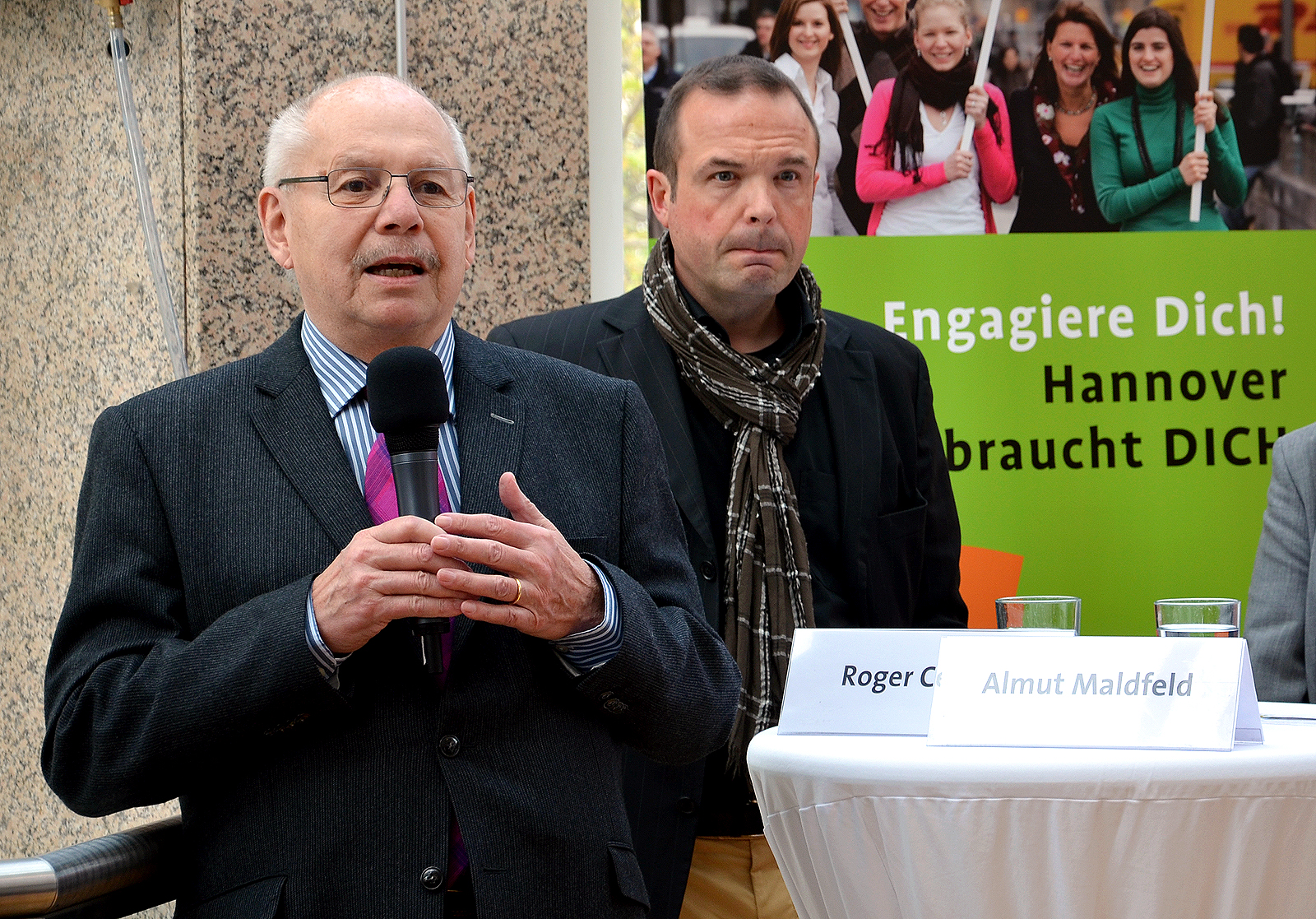
„Engagiere Dich!“: Roger Cericius (rechts) mit Reinhard Scheibe 2014 im Freiwilligenzentrum Hannover

Nach ersten Tätigkeiten als Reporter und Moderator beim Norddeutschen Rundfunk (NDR) arbeitete Cericius als Kulturredakteur beim NDR in Hamburg, bevor er schließlich als Referent für Öffentlichkeitsarbeit im NDR Landesfunkhaus Niedersachsen wirkte.
2001 veranstaltete Cericius erstmals die Internationale A-cappella-Woche Hannover. Mit der von ihm gegründeten Agentur CESA-Eventmanagement managte Roger Cericius verschiedene Veranstaltungen wie beispielsweise das erste norddeutsche Hörbuch- und Hörspiel-Festival „Lausch“.
Cericius, langjähriger Netzwerkmanager bei den VGH Versicherungen und Geschäftsführer der Tochtergesellschaft Herrenhausen-Verwaltungsgesellschaft, wirkte 15 Jahre als Vorstand im Bürgerverein Freundeskreis Hannover, davon 11 Jahre als dessen Erster Vorsitzender. In diesen Zeitraum fallen unter anderem die Verschmelzung des kulturorientierten Bürgervereins mit dem älteren, bis dahin lediglich kommerziell geprägten Verkehrsverein Hannover oder die Ausrichtung der 775-Jahr-Feier der niedersächsischen Landeshauptstadt. Zuletzt initiierte Cericius eine Veranstaltungsreihe unter dem Motto „Offene Gesellschaft“, bevor er auf eigenen Wunsch seinen Rücktritt zum März 2017 ankündigte zugunsten seines bisherigen Stellvertreters Matthias Görn, dem damaligen kaufmännischen Vorstand des Niedersächsischen Landesmuseums Hannover.
Ende 2017 übernahm Cericius die Geschäftsführung der ehemaligen Firma VGH GmbH, die zeitgleich in Futur X GmbH umbenannt wurde, eine 100-prozentige Tochter der Landschaftlichen Brandkasse Hannover, im Unternehmensverbund der VGH ein Förderer von Innovationen. Die von Cericius geleitete Firma mit Sitz am Schiffgraben 4 ist zugleich Unternehmenspartner im Hafven Smart City Hub.
Seit 1. Januar 2020 ist Roger Cericius für den Bereich Kultur und Kommunikation berufenes Mitglied der 26. Landessynode der Evangelisch-lutherischen Landeskirche Hannovers.
Roger Cericius ist verheiratet, Vater eines Sohnes und wohnt in Springe.

## Schriften (Auswahl)
- Roger Cericius: Hans-Peter Lehmann, in: 100 hannoversche Köpfe, hrsg. von Tigo Zeyen und Anne Weber-Ploemacher, mit Fotos von Joachim Giesel, Hameln: CW Niemeyer Buchverlage, 2006, ISBN 978-3-8271-9251-6 und ISBN 3-8271-9251-X, S. 118f.